# Dixella horrmani
Dixella horrmani är en tvåvingeart som först beskrevs av Lane 1942.  Dixella horrmani ingår i släktet Dixella och familjen u-myggor.
Artens utbredningsområde är Puerto Rico. Inga underarter finns listade i Catalogue of Life.